# Emilio Costa
Emilio Costa (Parma, 14 giugno 1866 – Bologna, 25 giugno 1926) è stato un giurista italiano.
Fu professore di storia del diritto romano a Parma e a Bologna.
Importanti i suoi studi delle fonti non giuridiche dell'antichità classica.

## Opere
- Cicerone giureconsulto

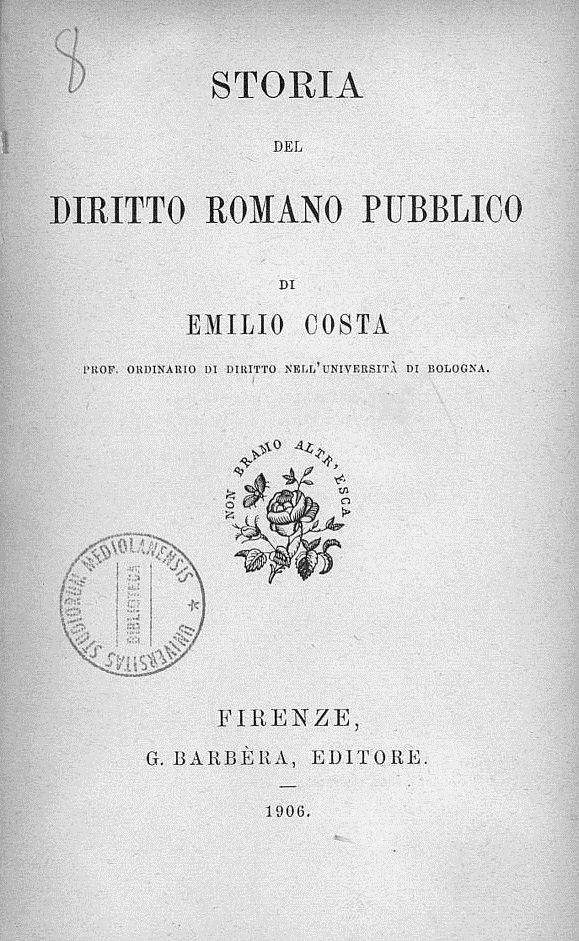
Storia del diritto romano pubblico, 1906

- Il diritto romano privato nelle commedie di Plauto (1890)
- Storia del diritto romano pubblico, Firenze, Barbèra, 1906.
- La locazione di cose nel diritto romano, Torino, Bocca, 1915.
- Crimini e pene da Romolo a Giustiniano, Bologna, Zanichelli, 1921